# Banco de areia

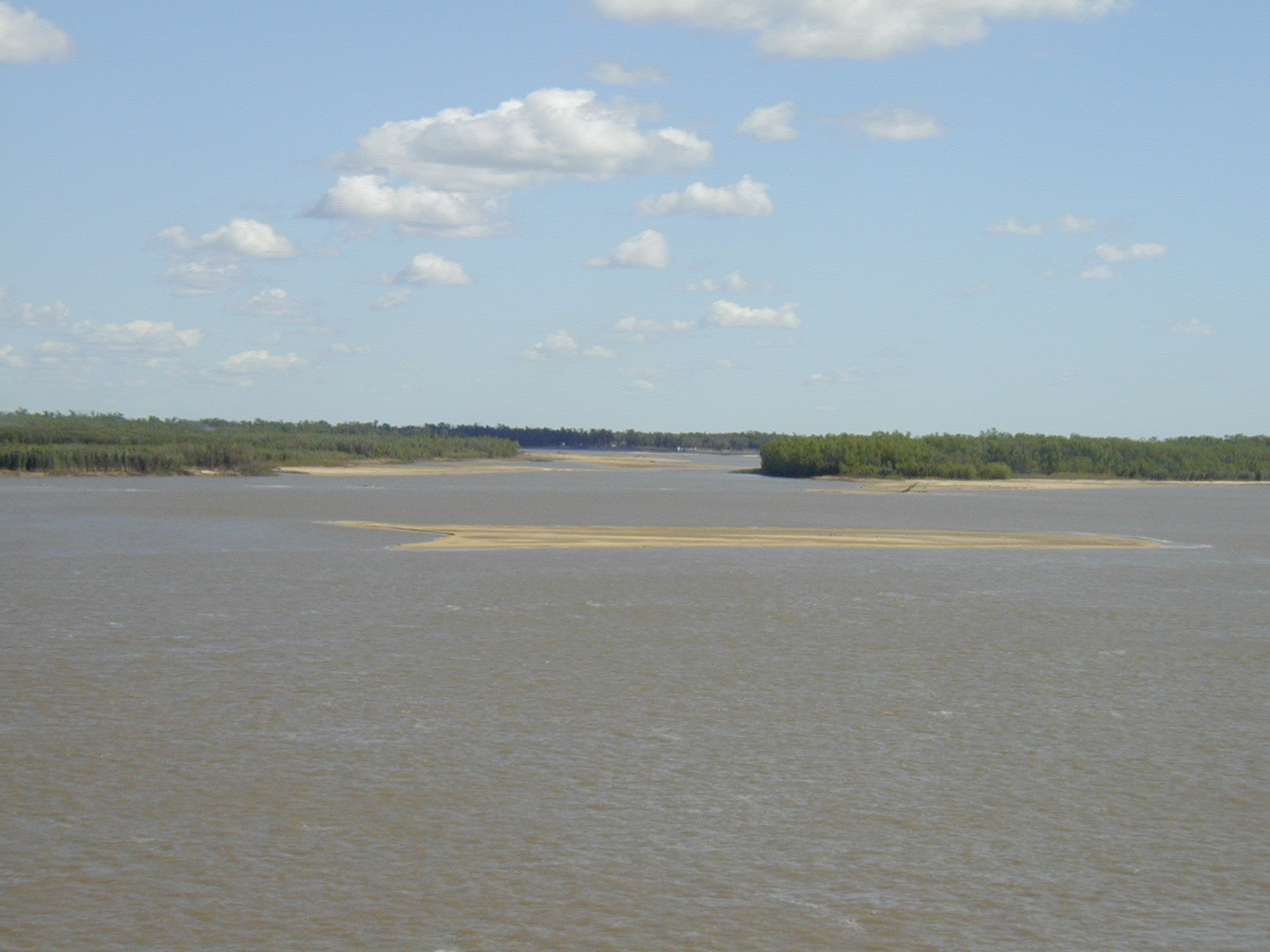
Banco de areia no rio Paraná

Banco de areia consiste no acúmulo de areia no meio de um curso de água (como um rio) ou ao longo da costa marítima.
Sua formação num rio se dá pelo depósito de aluvião, através de braços do rio. Nas praias os bancos podem se formar pelo fluxo e refluxo do mar ou pela ação das ondas. No Mar de Aral os bancos foram se formando devido ao processo de desertificação. Sua formação segue o padrão que os torna assimétricos, já que na parte em que recebe o fluxo da água se torna de inclinação moderada, ao passo que na parte oposta o declive é abrupto. Constitui um obstáculo à navegação, e causa de naufrágios.